# Asymmetricospora
Asymmetricospora is een monotypisch geslacht van schimmels behorend tot de familie Melanommataceae. De typesoort is Asymmetricospora calamicola.